# رورایز
رورایز (به آلمانی: Rauris) یک منطقهٔ مسکونی در اتریش است که در ناحیه تسل آم زه واقع شده‌است. رورایز ۲۳۳٫۰۲ کیلومتر مربع مساحت دارد ۹۵۰ متر بالاتر از سطح دریا واقع شده‌است.